# Nago-dera
Nago-dera (那古寺?) es un templo del Budismo Shingon en la ciudad de Tateyama, al sur de la Prefectura de Chiba, Japón. También es llamado Nago-ji, usando la pronunciación alternativa del kanji final, o Nago Kannon (古寺観音?), ya que Kannon es la deidad principal del templo.

## Localización
Nago-dera se encuentra en las laderas del monte Nago, en el extremo sur de la Península de Bōsō, y está rodeado de bosques. El área alrededor del templo tiene importantes especies vegetales, como  sudajii  Castanopsis, la especie de laurel  tabunoki  machilus, la especie  yabunikkei  de cinnamomum, camelias
y la especie  himeyuzuri  de daphniphyllum.

## Historia
Según la leyenda del templo contenida en el texto  Nago-dera engi , Nago-dera fue fundada por el santo errante Gyōki alrededor del año 717, para rezar por la recuperación de la Emperatriz Genshō de una enfermedad. Sin embargo, ningún documento histórico ha sobrevivido para corroborar esta leyenda, por lo que la historia del templo es incierta. La mayor parte del templo fue destruido por un incendio en 1703, y sus estructuras existentes más antiguas son su   Hondō   ( 本 堂?), el salón principal (1732), y   Tahō-tō   ( 多 宝塔?), la pagoda (1761), ambas registradas como Propiedades Culturales Importantes de la Prefectura de Chiba.

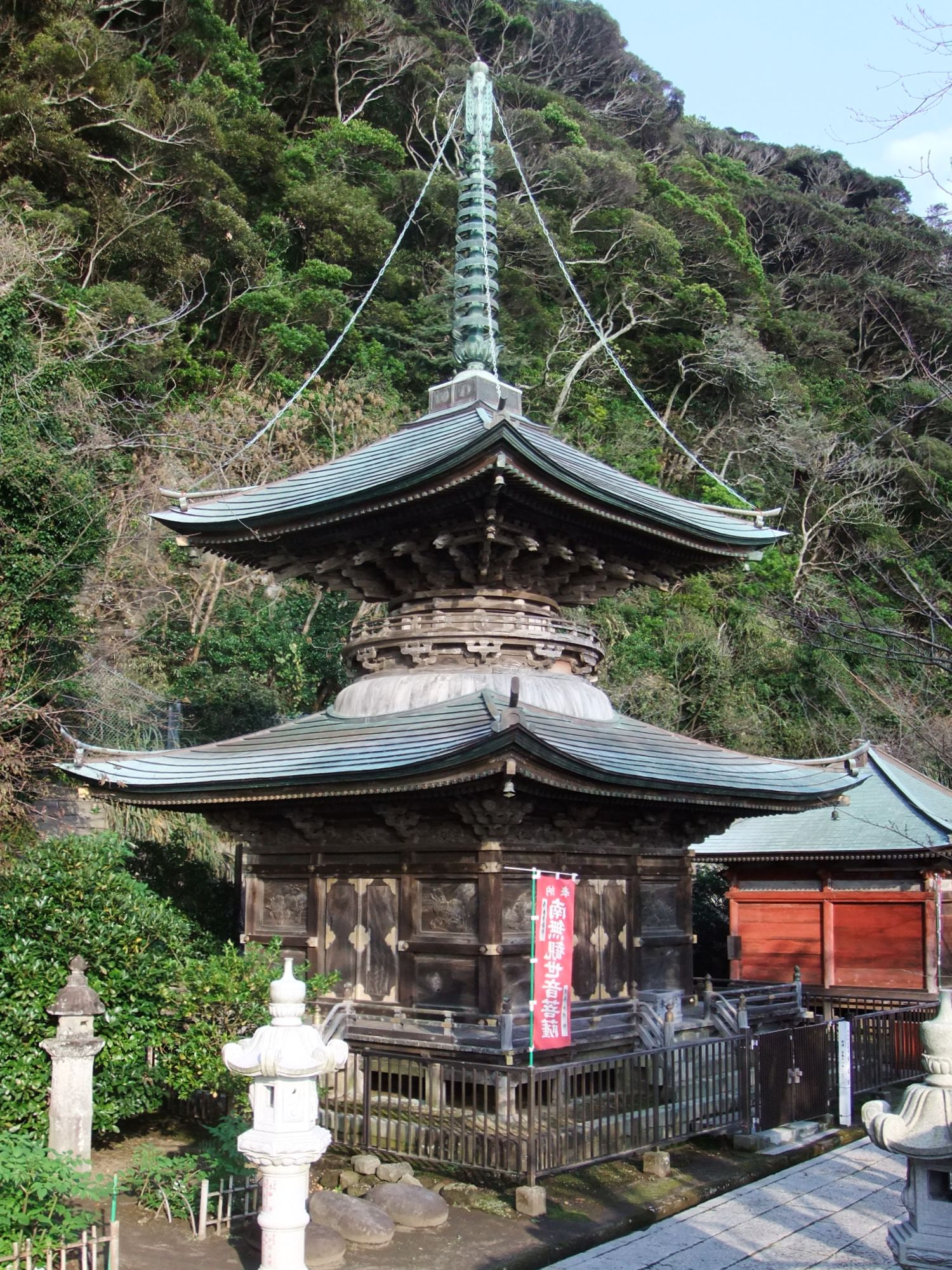
El Tahō-tō del Nago-dera.

Nago-dera fue utilizado como lugar de culto por sucesivos samurai y clanes, comenzando con Minamoto no Yoritomo (1147–1199), Ashikaga Takauji (1305–1358 ), Yoshizane Satomi (1412–1488) y miembros del clan Tokugawa.
El templo actualmente pertenece a la  Secta Shingon Chizan del budismo japonés. Su  Gohonzon  (objeto principal de veneración) es una estatua de bronce de   Senju Kannon Bosatsu  ( 千手 観 世 音 菩薩   Senju Kanseion Bosatsu?), que data del periodo Kamakura y que es considerada una  Propiedad cultural importante.

## Orden en la peregrinación budista

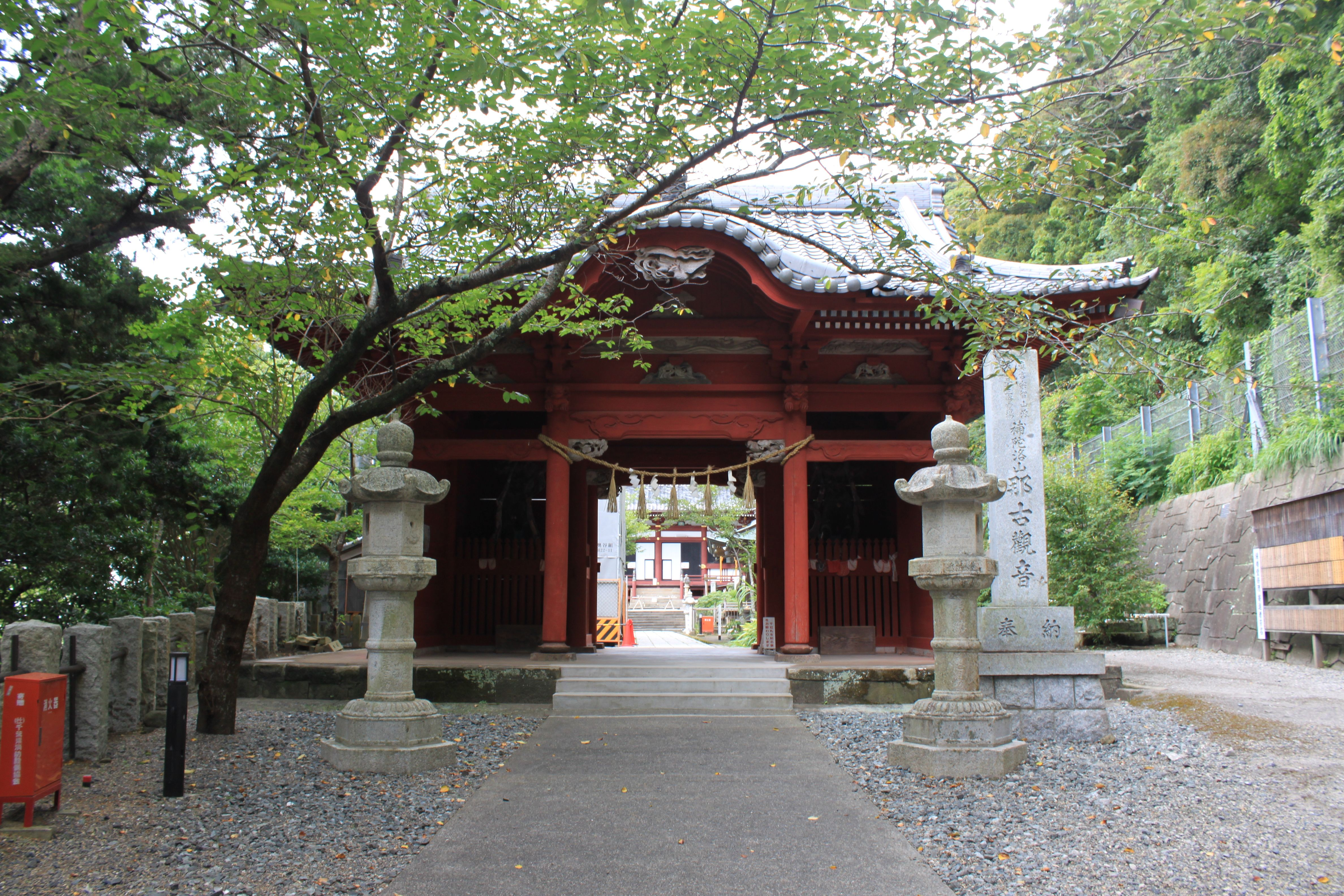
Niōmon, una de las puertas del templo.

Nago-dera es el número 33 y el último templo del Bandō Sanjūsankasho, un circuito de peregrinaje de 33 templos budistas en la Región de Kantō dedicado a Bodhisattva Kannon.